# Trichogatha aroa
Trichogatha aroa là một loài bướm đêm trong họ Noctuidae.